# ألفرد كليف
ألفرد كليف (27 أكتوبر 1878 - 25 يناير 1966) (بالإنجليزية: Alfred Cliff)‏ هو لاعب كريكت بريطاني (وحمل سابقاً جنسية المملكة المتحدة لبريطانيا العظمى وأيرلندا).

## وصلات خارجية
- ألفرد كليف على موقع إي آس بي آن كريك إنفو (الإنجليزية)